# Curgy
Curgy település Franciaországban, Saône-et-Loire megyében. Lakosainak száma 1100 fő (2022. január 1.). Curgy Dracy-Saint-Loup, Autun, Auxy, Saint-Léger-du-Bois és Sully községekkel határos.

## Népesség
A település népességének változása:
| Lakosok száma | 1094 | 1126 | 1186 | 1145 | 1148 | 1153 | 1135 | 1118 | 1100 |
|               | 2013 | 2015 | 2016 | 2017 | 2018 | 2019 | 2020 | 2021 | 2022 |